# Kościół Matki Bożej Nieustającej Pomocy w Dobieszynie
Kościół Matki Bożej Nieustającej Pomocy w Dobieszynie – murowana świątynia katolicka z lat 80. XX wieku we wsi Dobieszyn. Należy do parafii Matki Bożej Nieustającej Pomocy w Dobieszynie.

## Historia
W latach 1985–1988 zbudowano murowany kościół, według projektu arch. inż. Mieczysława Krukierka i obliczeń konstrukcyjnych inż. Tadeusza Woźniaka. Kościół pw. Matki Bożej Nieustającej Pomocy w Dobieszynie w został poświęcony 18 czerwca 1985 roku przez bp. Ignacego Tokarczuka. 27 czerwca 2010 roku odbyła się konsekracja kościoła, której dokonał abp Józef Michalik.